# David Brown (handelsmand)
 For alternative betydninger, se David Brown. (Se også artikler, som begynder med David Brown)
David Brown (24. juni 1734 – 13. maj 1804) var en skotsk-dansk købmand og skibsreder. Sammen med hans bror John Brown (1723-1808), var han aktiv i oversøisk handel. Han tjente som Guvernør i Trankebar i Dansk Vestindien fra februar 1774 til januar 1779.

## Biografi
Brown blev født i Dalkeith, Skotland og var søn af William Brown og Margeret Brown. Han kom til Danmark i 1757 og blev først ansat som fuldmægtig ved handelshuset Nicolai Fenwich i Helsingør. I 1750 kom han til København. David og John Brown grundlagde John & David Brown i 1759. De ejede deres egen flåde af handelsskibe, som handlede i Dansk Vestindien. Firmaet handlede med kommission, spekulation og børshandel. Skibene befandt sig hovedsageligt i Caribien og Middelhavet, og handelshuset kom efterhånden til at spille en væsentlig rolle i opretholdelsen af den Dansk vestindiske handel. I 1781 købte han Unrost-værftet. Firmaets navn blev ændret til John & William Brown & Co. i 1782. Den 14. februar 1775 blev David guvernør i Trankebar. Hans embedsperiode sluttede den 17. januar 1779.

### Ejendom
Davids bror John ejede Benzonseje (Risbyholm) Gods ved Roskilde fra 1788 til 1789. I 1788 solgte John den til David, som 1789 solgte den igen til deres godsforvalter af Benzonseje og senere kammerråd og landvæsenskommissær Lars Lassen.

### Privatliv
Brown giftede sig med Anna Fenwick (1741-1776). Hun var datter af Nicolas Fenwick, købmand i Helsingør, og hans hustru Elisabeth Fenwick født Watson. Hun døde i Tranquebar i 1776. Han giftede sig derefter med Mary Forbes (1751-1827). Hans første kone fødte ham følgende børn: William Brown, Margrethe Elisabeth (Betzy) Brown, Nicolas Brown, Amelie Louise Brown, John Lewis Brown, Melior Anna (Nancy) Brown og David Brown. Hans anden kone fødte ham en datter, Mary Brown (1785-1793), der døde som barn. Brown døde den 13. maj 1804 på Maglegård i Gentofte. Han blev begravet på Sankt Mariæ Kirke i Vor Frue Kloster i Helsingør.